# Liste der Monuments historiques in Boismont (Meurthe-et-Moselle)
Die Liste der Monuments historiques in Boismont führt die Monuments historiques in der französischen Gemeinde Boismont auf.

## Liste der Objekte
| Bezeichnung                    | Beschreibung | Standort                                        | Kennzeichnung | Schutzstatus | Datum | Bild |
| ------------------------------ | --- | ----------------------------------------------- | ------------- | ------------ | ----- | ---- |
| Skulptur Dornenkrönung Christi | fragmentiert; Kalkstein, 16. Jahrhundert                                                                               | in der Kirche Notre-Dame-de-l’Assomption (Lage) | PM54001429    | Inscrit      | 1995  |      |
| Kelch                          | Silber, vergoldet, um 1700                                                                                             | in der Kirche Notre-Dame-de-l’Assomption (Lage) | PM54000102    | Classé       | 1982  |      |
| Hauptaltar                     | Altartisch, Altaraufbau, Tabernakel und eine Skulptur; Holz, farbig gefasst, versilbert und vergoldet, 18. Jahrhundert | in der Kirche Notre-Dame-de-l’Assomption (Lage) | PM54001428    | Inscrit      | 1990  |      |